# Ишанкулиев, Астан
Астан Ишанкулиев (25 августа 1911 с. Буйрабап, Закаспийская область, Российская империя — 8 марта 1972, Ашхабад, Туркменская ССР, СССР) — советский туркменский хозяйственный, государственный и партийный деятель.

## Биография
Родился в 1911 году в селе Буйрабап. Член КПСС с 1940 года.
С 1932 года — на хозяйственной, общественной и политической работе. В 1932—1972 гг. — преподаватель педагогического техникума, директор школы, участник Великой Отечественной войны, заместитель заведующего Чарджоуским областным отделом народного образования, секретарь Чарджоуского областного комитета КП(б) Туркменистана, председатель Исполнительного комитета Чарджоуского городского Совета, 1-й секретарь Чарджоуского городского комитета КП Туркменистана, председатель Исполнительного комитета Чарджоуского областного Совета, 1-й секретарь Чарджоуского областного комитета КП Туркменистана, секретарь ЦК КП Туркменистана, председатель Комитета народного контроля Туркменской ССР.
Избирался депутатом Верховного Совета СССР 6-го созыва, Верховного Совета Туркменской ССР 7-го и 8-го созывов.
Умер в Ашхабаде в 1972 году. Похоронен на Ватутинском кладбище Ашхабада.